# Laccocera obesa
Laccocera obesa är en insektsart som beskrevs av Van Duzee 1897. Laccocera obesa ingår i släktet Laccocera och familjen sporrstritar. Inga underarter finns listade i Catalogue of Life.